# Cara de bicicleta
La cara de bicicleta va ser una malaltia fictícia utilitzada pel sector mèdic al segle xix per evitar que les dones anessin amb bicicleta, en resposta a la llibertat sense precedents que guanyarien les dones si podien viatjar soles amb la invenció de la bicicleta a principis de 1800. Aquesta malaltia fictícia va desaparèixer en la dècada de 1890 quan el ciclisme va ser acceptat per les classes altes. La invenció d'aquesta malaltia s'ha utilitzat com a exemple històric del fracàs dels metges per entendre i tractar correctament les dones.
S'argumentava que la cara de bicicleta era el resultat de la tensió contínua per mantenir-la en equilibri mentre es conduïa. Els metges descrivien que la cara de bicicleta causava tenir els ulls desorbitats i la mandíbula serrada. La cara de bicicleta en les dones es va diagnosticar amb el contrast directe de la "tendra i afectuosa mirada" que esperaven els homes de les dones d'aquesta època.

## Context històric
Les dones van obtenir una gran independència amb la invenció de la bicicleta. Aquest giny els va donar la llibertat de poder viatjar fora de casa pel seu propi peu. Muntar en bicicleta també va requerir roba més pràctica per a les dones i va donar lloc a canvis significatius en la vestimenta femenina en la societat.
Elizabeth Cady Stanton va escriure que la bicicleta "era una eina que motivava les dones a guanyar força i assumir un augment de rols en la societat". Susan B. Anthony va declarar el 1896: "Deixi'm dir-li el que penso d'anar amb bicicleta: crec que ha fet més per emancipar a les dones que res més al món. Em paro i me n'alegro cada vegada que veig a una dona passejant sobre rodes."
Durant un curt període després que les dones obtinguessin la llibertat de poder desplaçar-se lluny de casa seva gràcies a la capacitat de muntar amb bicicleta, els metges van escriure en les revistes mèdiques que les dones en particular sofririen al tenir la cara permanentment desfigurada si continuaven amb aquesta activitat física. Aquests doctors van denominar a aquesta suposada malaltia "cara de bicicleta". A més de la cara de bicicleta, els metges van advertir d'altres malalties causades pel ciclisme en les dones, com la tuberculosi o l'augment de libido.